# Senasis Daugėliškis

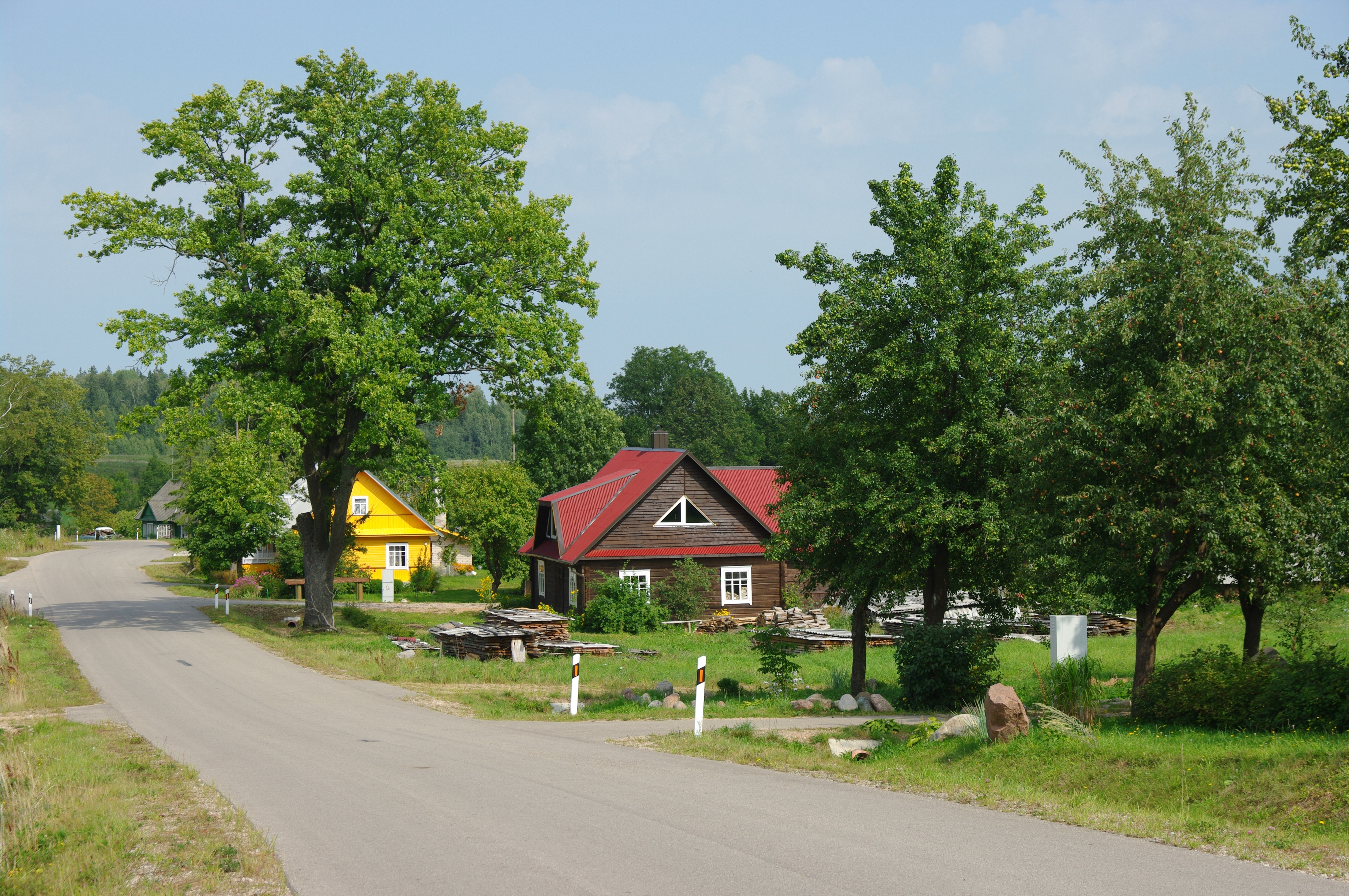
Straße

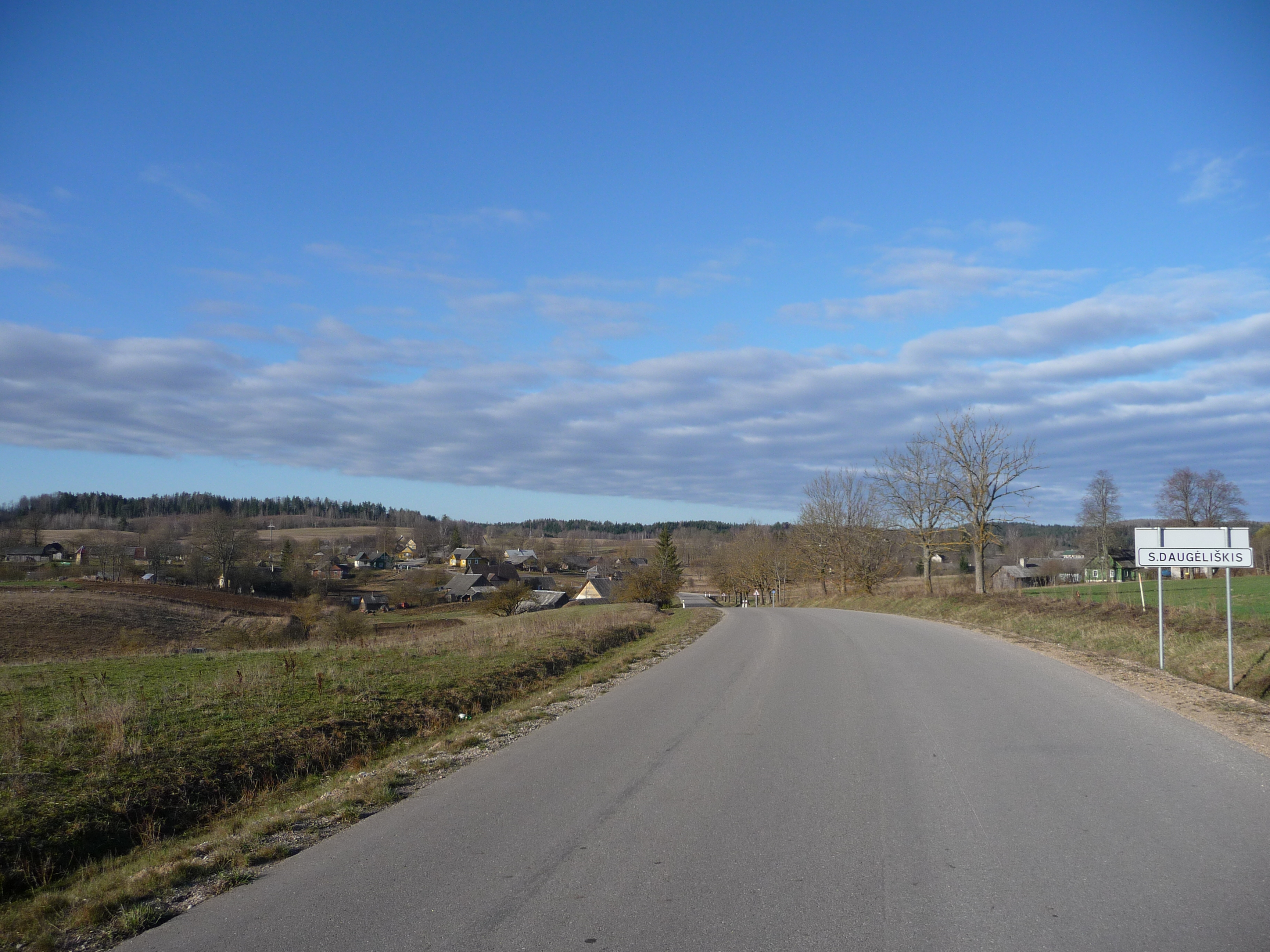
Dorf

Senasis Daugėliškis (bis Ende des 19. Jh. Daugėliškis, dt. Dolgalissken) ist ein Dorf in Litauen, in der Rajongemeinde Ignalina, 3 km von Naujasis Daugėliškis, 7 km nach Osten von Ignalina, am See Virėkšta und bei den Forsten Karališkės und Didžiagiris gelegen. Es ist das Zentrum des Unterbezirks (Seniūnaitija). Im Jahr 2011 zählt das Dorf 31 Einwohner.

## Geschichte
Seit dem 14. Jahrhundert gehörte Daugėliškis den litauischen Grafen Goštautai. 1589 wurde Daugėliškis in der Karte Litauens („Magni Ducatus Lithuaniae, Livoniae et Moscoviae descriptio“) von Motiejus Strubičius als Dolgelißski vermerkt neben Vilnius, Krėva, Anykščiai. 1603 wurde es in kartographischen Dokumenten als Stadt bezeichnet.

## Persönlichkeiten
- Leon (Levi, Leib) Ovchinsky (1871–1941), jüdischer Historiker
- Stanislovas Pliateris (1784–1851), polnischer Geograf
- Andrius Rudamina (1596–1631), Missionar